# نوردسه‌بورت
نوردسه‌بورت (به هلندی: Noordse Buurt) یک منطقهٔ مسکونی در هلند است که در نیوکوپ واقع شده‌است. نوردسه‌بورت ۲۱۰ نفر جمعیت دارد.